# Jorge Ferreira Chaves
Jorge Ribeiro Ferreira Chaves (Ponta do Sol, Ilha de Santo Antão, Cabo Verde, 22 de Fevereiro de 1920 – Lisboa, 22 de Agosto de 1981) foi um arquitecto português. 
É um dos arquitectos surgidos na segunda metade da década de 1940 responsáveis pela fixação do Movimento Moderno em Portugal.
Activo profissionalmente entre 1941 e 1981, é considerado um dos mais perfeccionistas arquitectos portugueses.
Realiza, em atelier próprio, desde 1946, várias dezenas de projectos, para Portugal continental, Madeira, Guiné e Angola, dos quais se destacam a Pastelaria Mexicana, a loja Palissi Galvani, os Laboratórios Cannobio, um edifício de habitação na Rua Ilha do Príncipe e o Hotel Florida, em Lisboa, o Hotel Garbe, o Hotel da Baleeira e o Hotel Globo, no Algarve, a Câmara de Comércio de Bissau e a Caixa Geral de Depósitos de S. Pedro do Sul.
Foi também colaborador de alguns dos principais ateliers de arquitectura de Lisboa da primeira metade do século XX: os ateliers de Joaquim Ferreira, de Miguel Jacobetty Rosa e de Porfírio Pardal Monteiro.

## Biografia
Era filho do engenheiro civil e inventor Raul Pires Ferreira Chaves e de sua mulher Elvira da Conceição Ribeiro Ferreira Chaves, natural de Lisboa.
Era irmão da escritora Maria Helena da Costa Dias e sobrinho da pintora Maria Alexandrina Pires Chaves, de Olímpio Ferreira Chaves e de João Carlos Pires Ferreira Chaves. 
Viveu definitivamente em Lisboa a partir de 1931.
A 22 de agosto de 1948, casou na Capela da Quinta do Paço, em Alvorninha, Caldas da Rainha, com Maria Crielminda Teresa de Sá Fialho de Oliveira (São Jorge de Arroios, Lisboa, c. 1928), doméstica, filha do oficial do Exército Jacinto Fialho de Oliveira, natural de Estremoz (freguesia de Ameixial), e de Maria Luísa Pereira de Lima de Sá Fialho de Oliveira, doméstica, natural de Lisboa (freguesia de São Nicolau). Foram testemunhas do casamento a prima do noivo, Maria Amélia Chaves, e o marido desta, Afonso de Almeida Fernandes.
Morreu a 22 de agosto de 1981.

### Percurso académico
Frequentou o Liceu Pedro Nunes durante a primeira metade da década de 1930.
Ingressa no Curso Especial de Arquitetura na Escola de Belas-Artes de Lisboa em 1935.
Em 1941 interrompe o curso para cumprir um longo serviço militar  durante a Segunda Guerra Mundial. Esteve mobilizado, como expedicionário, em São Miguel, nos Açores, de onde só regressa no fim de 1944.
Na Escola de Belas-Artes de Lisboa, onde entretanto reingressa, frequenta também o Curso Especial de Escultura em 1946-1947.
Concluiu a parte escolar do curso de Arquitectura em 1948, tendo obtido em 1946 o Prémio José Luís Monteiro, acumulado de vários anos em que não havia sido atribuído.
Este prémio, com uma componente monetária, era entregue a estudantes do curso de Arquitectura que se destacassem pela excecionalidade do seu percurso académico.
Obtém a classificação de 19 valores em 20 no Concurso para a Obtenção do Diploma de Arquiteto (C.O.D.A.) em 1953.

### Actividade profissional
O exercício da profissão inicia-se no período de 1943-1956, período que Nuno Portas designa como a fase da «resistência» na arquitectura e arte portuguesa.
De 1944 a 1946, ainda nos anos do fim do curso, é colaborador do arquiteto Joaquim Ferreira. Durante este período também colabora com o arquitecto Filipe Nobre de Figueiredo e com Alberto Soeiro no atelier de Lisboa de Carlos Ramos.
Em 1946, em sociedade com o colega do final do curso, Luís Coelho Borges, abre o seu primeiro atelier em espaço próprio.
É membro do colectivo Iniciativas Culturais Arte e Técnica (ICAT) e da Sociedade Nacional de Belas-Artes.
Participa, expondo projectos de arquitectura, em quatro edições das Exposições Gerais de Artes Plásticas (EGAP).
Em 1948 participa no I Congresso Nacional de Arquitetura.
Um dos seus projectos do período «pós-congresso de 48», o edifício dos Laboratórios Cannobio, projectado em 1948 e construído em 1949, é uma das primeiras obras a surgir no centro de Lisboa exibindo uma linguagem arquitectónica claramente alinhada com o Movimento Moderno. O seu projecto para o gaveto da Rua Braamcamp n.º 7 com a Rua Mouzinho da Silveira também o teria sido, se não fosse indeferido por motivos de ordem «estética», pela Câmara Municipal de Lisboa.
Em paralelo com a actividade no seu atelier, é colaborador do arquitecto Miguel Jacobetty Rosa entre 1948 e 1952, e tirocina sob a direcção do arquiteto Hernâni Gandra durante o ano de 1951.
Em 1952 é convidado para o atelier do arquitecto Porfírio Pardal Monteiro com quem trabalha na concepção dos edifícios Palácio da Rotunda  e Sorel  em Lisboa, mas principalmente do Hotel Ritz, «obra notável pela sabedoria estética e pela qualidade da execução material».
Assegura ainda, a continuidade do projecto do Hotel Ritz, dando assistência à obra e chefiando o projeto de execução no atelier de obra até à data da sua inauguração em 1959.
Apesar de ter sido o projecto do Hotel Ritz a sua actividade central entre 1952 e 1959, mantém sempre atelier próprio, ao qual se dedica em exclusivo após 1959.
A sua produção arquitectónica mais significativa tem lugar durante um período caracterizado como de “abertura relativa do regime à arquitectura moderna”. «Desenvolveu durante a década de 1960 um traço específico, reconhecível em obras como a Pastelaria Mexicana em Lisboa ou os Hotéis Garbe e Baleeira no Algarve e, também, nos edifícios de habitação de Olivais Sul e das ruas da Penha de França e da Ilha do Príncipe», sendo este último considerado como «talvez a melhor intervenção urbana para habitação em Lisboa, na década».
A Câmara de Comércio de Bissau, sede da Associação Comercial, Industrial e Agrícola da Guiné, é considerada «a mais qualificada realização arquitectónica em Bissau» do período colonial.
No fim da década de 1950 produz a «notável obra da Caixa Geral de Depósitos em São Pedro do Sul, claramente influenciada pelo Inquérito à Arquitectura Popular em Portugal».
A Pastelaria Mexicana é um «notabilíssimo exemplo que levou aos limites, para a época e em Portugal, as tendências expressionistas criadas no interior do Movimento Moderno desde o princípio do século XX (…)»; «desenvolve um sentido fenomenológico do conceber a arquitectura que atinge um ponto alto, até excepcional, na História da Arquitectura em Portugal.».
«Perfis de linha quebrada e ângulos não rectos, elementos-chave de um organicismo de linhagem internacional redescoberto naquela década de 1960», são «integrados de modo brilhante no exemplo de “obra total” que foi a Mexicana.».
Encontra-se "em vias de classificação", como Imóvel de Interesse Público desde 1996, após uma obra que alterou significativamente parte do seu espaço. Conserva, porém, uma parte dos elementos que motivaram a proposta de classificação em 1994.
«A invenção de uma linguagem contemporânea em sintonia com a arquitectura algarvia preexistente foi um repto que os primeiros arquitectos a actuar nessa província encontraram intacto e desafiador. No Hotel Garbe, Jorge Chaves produziu uns volumes simples quebrados, uma leitura de alçado modularizado, com fortes contrastes luz-sombra, uma composição de alçado sobre a rua de grande liberdade e fantasia na distribuição e definição dos vãos, uma reinvenção dos “muxarabis” acolhendo uns diminutos jardins de inverno, uma construção desenvolta e de sentido moderno de vigota e abobadilha; mas foi sobretudo por meio de uma admirável textura de reboco que ele criou um objecto memorável na redescoberta província.»
Algumas das suas principais obras, como a Pastelaria Mexicana, a loja Palissi Galvani e o Hotel Florida, em Lisboa, o Hotel Garbe, o Hotel da Baleeira e o Hotel Globo, no Algarve, ou a Câmara de Comércio de Bissau na Guiné-Bissau, contêm obras plásticas conceptualmente integradas, algumas de sua autoria.
Convida a intervir nas suas obras os artistas Jorge Vieira, José Escada, Martins Correia, Paulo Guilherme d'Eça Leal, Sena da Silva, Hein Semke, Querubim Lapa, Mário Costa, António Alfredo e João Câmara Leme (ver, infra, projetos e obras).
Acompanharam-no durante a sua carreira, como associados em alguns dos projetos, os arquitetos Luís Coelho Borges, Álvaro Valladas Petersen, Anselmo Fernández, Eduardo Goulartt Medeiros, Artur Pires Martins, Cândido Palma de Melo e ainda Fernando Sá Reis, Jorge de Herédia, Mário Xavier Antunes, Frederico Sant’ana e Vítor Sousa Figueiredo, tirocinantes, tendo os dois últimos mantido a colaboração no atelier durante um período alargado (ver, infra, projectos e obras).
Atua ainda à escala do urbanismo e tem também um papel relevante no desenvolvimento do Design em Portugal.
Para equipamento das suas obras, Jorge Ferreira Chaves projecta quase sempre mobiliário original. Em alternativa escolhe, principalmente, objectos de designers portugueses, produzidos na indústria nacional; são exemplos a experiência (a única registada) de instalação dos "Blocos Pronto" (bungalows pré-fabricados) de Eduardo Anahory na ampliação do Hotel da Meia Praia e a escolha de cadeiras de José Espinho para a Pastelaria Mexicana.
Entre 1978 e 1981 projeta intervenções em edifícios públicos, enquanto arquitecto da Direcção-Geral dos Edifícios e Monumentos Nacionais do Ministério das Obras Públicas.

## Projetos e obras

### Construídas
- 1946: Depósitos de água municipais: Montemor-o-Novo, Ovar, Avis e Oliveira do Hospital.
- 1946: Estação elevatória e fontanário.
- 1946: Estação Ferroviária de Caxias (abrigo secundário).
- 1947: Stand automóvel Nash. Rua Rodrigues Sampaio 50, Lisboa (com LCB).
- 1947: Portão e muro de propriedade. Magoito (com LCB).
- 1947: Moradia Ruy Mayer (com LCB).
- 1947: Estação de tratamento de águas de Luanda (concurso). Luanda (com LCB).
- 1947: Moradia Carlos Ferreira Chaves. Cacém.
- 1948: Moradia casa de férias Cardoso de Oliveira. (Atelier M. Jacobetty Rosa projetado por Jorge Ferreira Chaves).
- 1948: Estação de serviço. Rua 28 de Maio, Castelo Branco (com AVP).
- 1949: Estábulo com moradia anexa. Carnide, Lisboa.
- 1949/51: Moradias Montepio Geral (quatro moradias). Alvalade, Lisboa.
- 1948/49: Laboratórios Cannóbio (fábrica e escritório). R. Damasceno Monteiro, Lisboa.
- 1950: Camisaria moderna. Rossio e Praça da Figueira, Lisboa (com AFR).
- 1949/58: Câmara de Comércio de Bissau. Guiné-Bissau (col. AVP).

Murais: José Escada.
- 1951: Duas bombas de gasolina. Rio Maior.
- 1951: Estudos de urbanização. Rua A (Cabo do Lugar), Rio Maior.
- 1951/53: Silos do Lobito. Porto do Lobito, Angola.
- 1951: Imóvel habitacional: obras de conservação e alteração. R. Filipe Alistão 70, Faro.
- 1951: Dois imóveis habitacionais (quatro pisos em gaveto). Rua 28 de Maio / Rua Jb, Castelo Branco (com AVP).
- 1951: Imóvel habitacional com três pisos. Vila Franca de Xira (com AVP).
- 1952: Fábrica de discos Ibéria. Vila Franca de Xira (com AVP).
- 1952: Sorel. Lisboa. (Atelier P. Pardal Monteiro).
- 1952/59: Hotel Ritz. Lisboa (Atelier P. Pardal Monteiro).
- 1957: Hotel Ritz: Salão de Festas. Lisboa (com arq. estag. FS).
- 1957: Palissi Galvani (loja e escritórios). R. Serpa Pinto, Chiado, Lisboa (com arq. estag. FS).

Escultura: Jorge Vieira. Azulejo padrão: Jorge Ferreira Chaves.
- 1957: Caixa Geral de Depósitos (agência bancária). Serpa.
- 1958: Fábrica de tubos. Luanda.
- 1958/63: Caixa Geral de Depósitos. Agência bancária com habitação do gerente. S. Pedro do Sul.
- 1960/62: Estalagem 4 estradas (Estalagem de S. Jorge). Areias de Pêra, Armação de Pêra.
- 1959/62: Hotel Florida. R. Duque de Palmela, Lisboa (com AFR e EGM).

Mural: António Alfredo, Paulo Guilherme d'Eça Leal. Baixo relevo: João Câmara Leme; Fotografia mural: Sena da Silva; Escultura: Martins Correia.
- 1959/62: Hotel Florida: Galeria comercial. Atravessamento de quarteirão; Pr. Marquês de Pombal/R. Duque de Palmela, Lisboa; (com AFR e EGM).

Azulejo padrão: Jorge Ferreira Chaves.
- 1960: Estacionamento subterrâneo e arranjo de jardim. Lisboa.
- 1959/63: Hotel Garbe. Armação de Pêra (com FS: até ante-projeto e arq. estag. JH).

Cerâmica: Hein Semke.
- 1962: Pastelaria Mexicana. Café, sala de chá, restaurante/snack-bar, fábrica de bolos. Pr. de Londres, Lisboa.

Vitral: Mário Costa. Cerâmicas: Querubim Lapa. Mural: João Câmara Leme. Coluna escultórica e outras peças: Jorge Ferreira Chaves.
- 1960/66: Hotel da Baleeira. Sagres

Cerâmica: Hein Semke.
- 1967: Hotel da Baleeira: ampliação e piscina. Sagres.
- 1961/63: Imóvel habitacional (dois blocos articulados). Rua Ilha do Príncipe 7, Lisboa.
- 1963: Imóvel habitacional (dez pisos, lojas em banda e espaço público). R. da Penha de França 193, Lisboa (ante-projeto e execução com APM e CPM).
- 1968: Hotel Globo (substituição da antiga Estalagem Globo). Portimão (com APM e CPM).

Murais: João Câmara Leme.
- 1964: Hotel Garbe: Posto de abastecimento de gasolina Sacor. Armação de Pêra.
- 1964: Imóvel habitacional GTH. Lote 19, R. Cidade da Beira, Olivais Sul, Lisboa (com EGM).
- 1964: Imóvel habitacional GTH. Lote 20, R. Cidade da Beira, Olivais Sul, Lisboa (com EGM).
- 1965: Imóvel de apartamentos. Rua Dr. Manuel Arriaga, Sesimbra.
- 1965: Colégio do Sagrado Coração de Maria. (ampliação: dois blocos com 6 e 3 pisos (ante-projeto)). Av. Manuel da Maia, Lisboa.
- 1966: Hotel Florida: Snack-bar. R. Duque de Palmela, Lisboa (com EGM).
- 1966: Indústria Fosforeira Angolana (nave industrial e escritório). Luanda (com arq. estag. VSF).
- 1966: Pastelaria Mexicana (ampliação: salão de festas). Pr. de Londres, Lisboa.
- 1966: Habitação unifamiliar. Armação de Pêra.
- 1968: Imóvel habitacional. Armação de Pêra.
- 1969: Imóvel habitacional GTH. Lote 4, Rua Cidade da Beira e Av. de Berlim, Olivais Sul, Lisboa (com EGM).
- 1969: Urbanização Ribasor: plano de urbanização. Benavente (com arq. estag. VSF).
- 1971/73: Dez imóveis habitacionais em banda. Urbanização Ribasor, Benavente (com arq. estag. VSF).
- 1972: Imóvel habitacional. Av. da República n.º 3, Lisboa.
- 1966/74: Imóvel habitacional. Av. Duque de Ávila, Lisboa.
- 197?: Fábrica Mundus (anexo (estudo)). Luanda.
- 197?: Mundos (fachada e interior). Mem Martins.
- 1970: Hotel da Meia Praia (ampliação). Conjunto de bungalows pré-fabricados: "Blocos Pronto" (Design de Eduardo Anahory). Meia Praia, Lagos.
- 1973: Imóvel habitacional (remodelação). Av. Elias Garcia, Lisboa.
- 1966/1972: Hotel S. João. Quinta de S. João, Funchal (com arq. estag. VSF e CS).
- 1973: Hotel Garbe (ampliação e piscina). Armação de Pêra.
- 1972/74: Estação Ferroviária do Rossio (remodelação: serviços sociais da CP). Lisboa (com VSF).
- 1975: Loja Casa Londres (oculista). Av. João XXI, Lisboa.
- 1975: Moradia (reestruturação de uma habitação vernácula). Linda-a-Pastora.
- 1978/82: Projectos de intervenções em edifícios do Estado (Direcção-Geral dos Edifícios e Monumentos Nacionais).
- 1981: Pastelaria Mexicana (alterações e tabacaria). Pr. de Londres, Lisboa (com MPFC).

### Não construídas
- 1947: Pavilhão da Guiné.
- 1948: Moradia no Rodízio. Praia Grande, Sintra. Concurso.
- 1950: Imóvel misto de habitação e escritórios, em gaveto (2 versões). R. Braancamp, Lisboa (com estud. arq. FSR).
- 1952: Estúdio de gravação Ibéria. Vila Franca de Xira (com AVP).
- 1954: Edifício Palácio da Rotunda. R. Duque de Palmela, Lisboa (Atelier P. Pardal Monteiro).
- 1954: Moradia Eduardo Costa Dias. Almoçageme (com estud. arq. FS).
- 1956: Moradia Luís Costa Dias. Almoçageme (com estud. arq. FS).
- 1958: Casa de Repouso dos Alfaiates. Albarraque (com arq. estag. MXA).
- 1960: Hotel Marquês de Pombal. Pr. Marquês de Pombal, Lisboa (com MXA).
- 1960: Arranjo urbanístico: estudo preliminar de volumes. Av. 5 de Outubro, Faro (com FS).
- 1962: Casino de Sagres. Sagres.
- 1963: Hotel do Vau. Praia do Vau, Portimão (com APM e CPM).
- 1963: Conjunto turístico «Dunas de Armação de Pêra». Estudo (com APM e CPM).
- 1963: Moradia Dr. Joaquim Paiva Chaves. Encosta do Restelo, Lisboa (com APM e CPM).
- 1966/70: Quinta da Palmeira. Três projetos: Hotel e Complexo habitação, centro comercial, espaço público térreo (duas versões). Calçada da Palma de Baixo, Lisboa (com arq. estag. VSF e MXA).
- 1968: Escola primária: adaptação do imóvel habitacional. Lote 19, R. Cidade da Beira, Olivais Sul, Lisboa.
- 1969: Imóvel habitacional (seis pisos e espaço público). Av. Gago Coutinho n.º 90, Lisboa.
- 1973: Centro comercial e dois imóveis habitacionais. Urbanização Ribasor, Benavente (com VSF).
- 1972: Parodiantes de Lisboa: Estúdios (estudo). R. Coronel Bento Roma, Lisboa.
- 1974: Imóvel de habitação (remodelação e ampliação). R. Fialho de Almeida, Lisboa.

Abreviaturas de nomes dos arquitectos mencionados:
(LCB): Luís Coelho Borges; (AVP): Álvaro Valladas Petersen; (AFR): Anselmo Fernandez Rodriguez; (FS): Frederico Sant’ana; (EGM): Eduardo Goulartt Medeiros; (APM e CPM): Artur Pires Martins e Cândido Palma de Melo; (VSF): Vítor Sousa Figueiredo; (FSR): Fernando Sá Reis; (JH): Jorge de Herédia; (MXA): Mário Xavier Antunes; (CS): Carlos Sardinha; (MPFC): Marco Paulo Ferreira Chaves.

### Livros
- AGAREZ, Ricardo Costa - “O Moderno revisitado - Habitação multifamiliar em Lisboa nos anos de 1950”; edição da C.M.L.; 2009. (p. 279)
- AGAREZ, Ricardo - "De regra, renda e desenho: arquitectura para a Misericórdia de Lisboa c. 1960" in AA.VV. - Património Arquitectónico da Santa Casa da Misericórdia de Lisboa, Vol. 2. Lisboa: Santa Casa da Misericórdia; 2010. (Tomo I. pp. 83–95 e 256-265)
- AGUIAR, Armando de - "Guiné Minha Terra", Lisboa: Agência Geral do Ultramar; 1964. (p. 80)
- ALMEIDA, Álvaro Duarte de; BELO, Duarte – “Portugal património: Lisboa”‎; 2008. (p. 155)
- CALDAS, João Vieira. "Porfírio Pardal Monteiro: Arquitecto"; Lisboa: Associação dos Arquitectos Portugueses; 1997. (pp. 91, 94 e 117)
- FERNANDES, José Manuel – “Que viva a Mexicana! (ou A batalha da Mexicana)" in “Lisboa em obras”; 1997; Livros horizonte. (pp. 205–208)
- FERNANDES, José Manuel - “Geração africana: arquitectura e cidades em Angola e Moçambique, 1925-1975”‎; 2002. (p. 33)
- FERNANDES, José Manuel - “A Mexicana” in “Arquitectura do Movimento Moderno: inventário Docomomo ibérico: 1925 / 1965”; Associação dos Arquitectos Portugueses: Fundação Mies van der Rohe: Docomomo Ibérico; 1997. (p. 287)
- “Habitação social na cidade de Lisboa 1959-1966”; Gabinete Técnico de Habitação; edição da C.M.L.; Outubro 1967.
- LAMEIRO, Carlos - “Os meus cadernos 5 - Hotel  Ritz  Lisboa 1959 / 1999 - Na comemoração do seu Quadragésimo aniversário”; Centro editorial da FAUTL; 2000. (pp. 11 e 15)
- LAMEIRO, Carlos - “Histórias que tenho para contar - A importância do turismo na minha vida”; Peregrinação publications USA Inc.; 2000. (p. 22)
- MILHEIRO, Ana Vaz; DIAS, Eduardo Costa - "Arquitectura em Bissau e os Gabinetes de Urbanização colonial (1944-1974)";PDF; usjt.br/arq.urb/número 02; 2009. (pp. 106–107)
- NEVES, José Manuel das - “Cadeiras Portuguesas Contemporâneas”; Edições Asa; 2003. (pp. 62–63 e 162-163)
- PORTAS, Nuno - “A evolução da Arquitectura Moderna” in ZEVI, Bruno “História da Arquitectura Moderna”; Editora Arcádia; 1973. (p. 739)
- “RITZ - quatro décadas de Lisboa”; Edição Hotel Ritz, SA; 2000. (pp. 40–42; 104; 205)

### Catálogos e guias
- Catálogo da “X Exposição Geral de Artes Plásticas 1956 – Dez anos de Exposição Geral de Artes Plásticas 1945-1956”; -"Projecto para a nova sede da Associação Comercial, Industrial e Agrícola da Guiné, a construir em Bissau" - obra 124. Sociedade Nacional de Belas-Artes.
- “Guia de Arquitectura Lisboa 94”. Edição A.A.P.; 1994.(pp. 330–331)

### Outros
- TOUSSAINT, Michel - "A Pastelaria Mexicana e o lado expressionista da arquitectura moderna" - Texto de fundamentação para o pedido de Classificação da Pastelaria Mexicana; 1993.
- TOUSSAINT, Michel - "Texto do abaixo-assinado em defesa da Pastelaria Mexicana" entregue ao IPPAR. 1994.
- MATOS, Madalena Cunha - "Coluna Polar" - projecto de estudo e publicação da obra lisboeta do arquitecto Jorge Ferreira Chaves. Candidatura nº PP07–279 ao programa de apoio a projectos pontuais para 2007, do Instituto das Artes; 2007.

### Revistas
- BINÁRIO nº 13, Outubro 1959. (separata)
- ARQUITECTURA nº 23/24, Maio/Junho 1948. (p. 16)
- ARQUITECTURA nº 35. (p. 20)
- ARQUITECTURA nº 83, Setembro 1964. (p. 100 / 112)
- NOTÍCIAS MAGAZINE 27 de março de 2005.
- EXPRESSO REVISTA 5 de fevereiro de 1994 - 11 de maio de 2002.
- REVISTA ARQUITECTOS nº 2, Maio /Junho 1989. (foto p. 74)
- JORNAL ARQUITECTOS nº 196, Maio/Junho 2000. (p. 13)
- JORNAL ARQUITECTOS nº 197, Setembro e Outubro 2000. (p. 63)
- JORNAL ARQUITECTOS nº 227, Abril/Junho 2007. (p. 23)
- JORNAL ARQUITECTOS nº 132, Fevereiro 1993. (pp. 20–31)
- K nº32, Maio 1993. (p. 52)
- INFORMAÇÃO ARQUITECTOS nº17, Agosto 1994.
- BOLETIM DO G.T.H. LISBOA  nº 30/33 (Vol. 5) 1976 / 1977. (pp. 212–215; 230-237)
- BOLETIM DO G.T.H. LISBOA  nº 50/51 (Vol. 7) 1986. (p. 232)
- PANORAMA: Revista Portuguesa de Arte e Turismo nº 3, III Série, Setembro de 1956. (p.  Secção Registo das Artes)
- BROTÉRIA: Revista contemporânea de cultura, Volume LX, nº1‎. Lisboa: 1955. (p. 91)
- CAMÕES: revista de letras e culturas lusófonas, Edições 15-16‎ - Instituto Camões; 2003. (p. 205)

### Programas de televisão
- “O Hotel Ritz”; Documentário de Manuel Graça Dias; RTP 2

## Obras usadas como decors em cinema
- Edifício de habitação na Rua da Ilha do Príncipe nº 7 em Lisboa, em:

“Filha da Mãe” de João Canijo; Atalanta filmes; cor; 1987
“Fragmentos de um Filme Esmola, a Sagrada Família” de João César Monteiro; Madragoa filmes; p/b; 1972
“Duas Histórias de Prisão” de Ginette Lavigne ; Artline, Citizen TV e LX Fimes; cor; 2001
“Nós” de Cláudia Tomaz; Madragoa filmes; cor; 2002
- Pastelaria Mexicana em Lisboa, em:

“Corte de Cabelo” de Joaquim Sapinho; Rosa filmes; cor; 1994
- Hotel Florida em Lisboa, em:

“Tony” de Bruno Lourenço; O som e a fúria; cor; 2010
“A Outra” de Cláudia Clemente; Southwest Productions, Carmo Risques; cor; 2011
- Galerias do Hotel Florida em Lisboa, em:

“Rapazes de Táxis” de Constantino Esteves; Cinedex; p/b; 1965
“Senhor X” de Gonçalo Galvão Teles; Fado Filme; cor; 2010